# Азизов, Эльчин Яшар оглы
Эльчин Яшар оглы Азизов (азерб. Elçin Yaşar oğlu Əzizov; род. 13 августа 1975, Баку) — азербайджанский оперный певец (баритон). Солист Большого театра (с 2008 года). Народный артист Азербайджана (2018). Первый азербайджанец, ставший солистом Большого театра, а также певший на сцене «Метрополитен-опера».

## Биография
Эльчин Азизов родился 13 августа 1975 года в Баку.
4 апреля 1992 года, когда Азизову было 16 лет, он участвовал в КВН, который проводился между школами Баку. В составе жюри находился и Анар Мамедханов, капитан команды «Парни из Баку». Ему понравилось выступление Азизова, и после того, как игра завершилась, он подошёл к Эльчину и сказал: «8 апреля с нами летишь в Москву». В этом же году команда «Парни из Баку» стала чемпионом Высшей лиги КВН, а в 1993 году — финалистом лиги. Во время боёв в Мардакерте давали концерты солдатам в госпитале.

В 1993 году поступил в Азербайджанский государственный университет культуры и искусств. Когда был студентом, работал официантом в ресторане. В 1997 году окончил университет по специальности «режиссёр кино». В конце 90-х годов снимал много рекламных роликов. В 2000 году команда «Парни из Баку», в составе которой был и Эльчин Азизов, стала обладателем Суперкубка и звания «лучшей команды XX века». Решающим же аргументом в пользу команды стала пародия на трио теноров — Паваротти (Азизов), Каррераса и Доминго. О самом КВН Эльчин Азизов говорит:
«Это огромнейшая школа для каждого КВН-щика, и я не исключение. КВН — это то, на чём мы учились, росли, становились мудрее. Это настоящая школа жизни, которая позволила нам стать теми, кем мы стали сегодня. Меня КВН научил правильно общаться с людьми, уметь правильно находить контакт с любым по характеру человеком. Это приобретённое качество помогает мне по сей день»

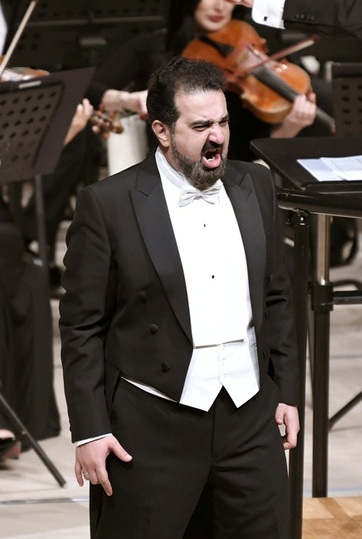
Азизов на сцене Центра Гейдара Алиева, 11 мая 2019 года

Эльчин Азизов выступал в составе команды «Парни из Баку» до 2001 года.
В 2005 году в филармонии проходила презентация одного из дисков друга Эльчина Азизова Мурада Адыгезалзаде, который предложил спеть и Азизову. Эльчин выступил в филармонии со своей концертной программой, состоявшей из двух частей. Летом того же года он был приглашён в Турцию, где три месяца снимался в 24-серийном сериале.
В августе 2005 года поступил в Летнюю академию консерватория «Моцартеум» (Зальцбург, класс Ричарда Миллера), в 2006—2007 годах занимался с Алессандро Мишаши. В 2005—2007 годах стажировался в Оперной студии при Бакинской музыкальной академии, где занимался под руководством Азада Алиева. С 2007 года — стажёр и солист Центра оперного пения Галины Вишневской (преподаватель — Бадри Майсурадзе), где дебютировал в партии Эскамильо («Кармен» Ж. Бизе). С 2008 года — солист оперной труппы Большого театра.
В сентябре 2011 года указом Президента Азербайджанской Республики Ильхама Алиева Эльчину Азизову было присвоено звание заслуженного артиста Азербайджанской Республики.
12 ноября 2011 года на юбилейном концерте, посвящённом 50-летию КВН, Эльчину Азизову была предоставлена честь открыть церемонию поздравления клуба.
27 мая 2018 года распоряжением Президента Азербайджана Эльчину Азизову «За заслуги в развитии азербайджанской культуры» было присвоено почётное звание народного артиста Азербайджанской Республики.
Эльчин Азизов также снимался в кино (Азербайджан, Россия, Турция). Помимо этого он является режиссёром нескольких фильмов и театральных постановок. Азизов был участником и членом жюри телепередачи «Достояние республики».
В 2023 году принял участие в 4-м сезоне шоу «Маска» на НТВ в образе Мандрила, в финале снял маску первым, заняв 4-е место.
В июне 2023 года вошёл в состав жюри XVII Международного конкурса имени П. И. Чайковского по специальности «Сольное пение».
В 2024 году принял участие в 3-м сезоне шоу «Аватар» на НТВ в образе Карабаса-Барабаса. В выпуске шоу от 17 ноября 2024 года личность Карабаса-Барабаса была разоблачена.

## Семья
Супруга — Гамида Меликова — художник, правнучка журналиста и писателя Джалила Мамедкулизаде. Училась в одной школе с капитаном команды «Парни из Баку» Анаром Мамедхановым, и в одном классе с Тимуром Вайнштейном.
Сын — Джамиль.

## Репертуар вГосударственном академическом Большом театре России
- Эбн-Хакиа («Иоланта» П. И. Чайковского).
- Эскамильо («Кармен» Ж. Бизе).
- Леандр («Любовь к трём апельсинам» С. С. Прокофьева).
- Доктор Фальк («Летучая мышь» И. Штрауса).
- Григорий Грязной («Царская невеста» Н. А. Римского-Корсакова)
- Князь Игорь («Князь Игорь» А. П. Бородина).
- Ренато («Бал-маскарад» Дж. Верди).
- Миллер («Луиза Миллер» Дж. Верди).
- Мазепа («Мазепа» П. И. Чайковского).
- Барон Скарпиа («Тоска» Дж. Пуччини).
- Жорж Жермон («Травиата» Дж. Верди).
- Родриго («Дон Карлос» Дж. Верди).
- Златогор, Томский («Пиковая дама» П. И. Чайковского).
- Щелкалов (« Борис Годунов» М. Мусоргского).
- Леско («Манон Леско» Дж. Пуччини).
- Мизгирь («Снегурочка» Н. Римского-Корсакова).
- Алеко («Алеко» С. Рахманинова, концертное исполнение).
- Шакловитый («Хованщина» М. Мусоргского) — дебют в спектакле Мариинского театра на Исторической сцене.
- Риголетто («Риголетто» Дж. Верди).

## Гастроли
Эльчин Азизов выступал в Москве, Ярославле, Архангельске, Вене, Зальцбурге, Милане, Париже, Рабате (Марокко), Вашингтоне, Монте-Карло. Участвовал также на Международном фестивале имени Мстислава Ростроповича в Баку (2007, 2008, 2009 гг.). В 2009 году исполнил заглавную партию в опере «Евгений Онегин» в Михайловском театре в Санкт-Петербурге. В том же году спел Яго в концертном исполнении оперы «Отелло» в Большом зале Московской консерватории (дирижёр Владимир Федосеев).
В апреле 2025 года был приглашён для участия в гастролях Большого театра на сцене Мариинского театра, где рамках фестиваля опер Джузеппе Верди заявлены показы премьерной постановки «Риголетто» режиссёра Джанкарло Дель Монако. Артисту вновь предстоит исполнить заглавную роль.

## Концерты
| Дата                            | Место                                 | Опера                    | Роль         | Дирижёр                                                           | Режиссёр-постановщик |
| ------------------------------- | ------------------------------------- | ------------------------ | ------------ | ----------------------------------------------------------------- | -------------------- |
| 20 ноября 2008 — 2 июля 2009    | Москва (Большой театр)                | Кармен                   | Эскамильо    | Павел Сорокин                                                     | Дэвид Паунтни        |
| 27 сентября 2009 — 10 июля 2010 | Москва (Большой театр)                | Иоланта                  | Эбн-Хакиа    |                                                                   |                      |
| 13—15 октября 2009              | Москва (Большой театр)                | Любовь к трём апельсинам | Леандр       |                                                                   |                      |
| 20—22 января 2010               | Москва (Большой театр)                | Кармен                   | Эскамильо    |                                                                   |                      |
| Июнь 2010                       | Дрезден (Театр Хеллерау)              | Иоланта                  | Эбн-Хакиа    | Василий Синайский                                                 |                      |
| 17 марта — 17 июля 2010         | Москва (Большой театр)                | Летучая мышь             | Доктор Фальк |                                                                   |                      |
| 2 октября 2010 — 22 мая 2011    | Москва (Большой театр)                | Иоланта                  | Эбн-Хакиа    | Павел Клиничев / Михаил Грановский / Константин Хватынец          | Георгий Ансимов      |
| Октябрь 2010 — апрель 2011      | Москва (Большой театр)                | Царская невеста          | Грязной      | Павел Сорокин / Борис Хайкин / Василий Синайский / Павел Клиничев | Олег Моралев         |
| 12—14 января 2011               | Москва (Большой театр)                | Кармен                   | Эскамильо    | Эммануэль Джоэль-Хорнак                                           | Дэвид Паунтни        |
| 10 февраля 2011                 | Таллин (Национальная опера «Эстония») | Царская невеста          | Грязной      |                                                                   |                      |
| 26 февраля — 1 марта 2011       | Москва (Большой театр)                | Летучая мышь             | Доктор Фальк | Кристоф-Маттиас Мюллер                                            | Василий Бархатов     |
| 28—30 июня 2011                 | Москва (Большой театр)                | Пиковая дама             | Томский      |                                                                   |                      |
| Октябрь 2011 — февраль 2012     | Москва (Большой театр)                | Иоланта                  | Эбн-Хакиа    | Павел Сорокин / Михаил Грановский                                 | Георгий Ансимов      |
| 30 октября — 8 ноября 2011      | Сантьяго (Муниципальный театр)        | Аида                     | Амонасро     | Рани Кальдерон                                                    | Хампе                |
| 28—30 декабря 2011              | Москва (Большой театр)                | Кармен                   | Эскамильо    | Василий Синайский                                                 | Дэвид Паунтни        |
| 19—31 января 2012               | Вена (Ан дер Вин)                     | Иоланта                  | Эбн-Хакиа    | Кирилл Петренко                                                   | Стефан Лоулес        |
| Февраль 2012                    | Москва (Большой театр)                | Летучая мышь             | Доктор Фальк | Кристоф-Маттиас Мюллер / Михаил Грановский                        | Василий Бархатов     |

## Роли в кино
- 2005 — Туристы — Жан
- 2007 — Однажды на Кавказе
- 2007 — Кавказ — Начальник пароходства
- 2024 — Роман Костомаров: Рождённый дважды
- Счастливы вместе — камео

## Награды и звания
- Народный артист Азербайджана (27 мая 2018 года) — за заслуги в развитии азербайджанской культуры[13].
- Заслуженный артист Азербайджана (15 сентября 2011 года) — за заслуги в развитии азербайджанской культуры[14].
- Чемпион Высшей лиги КВН 1992 года.
- Обладатель Летнего кубка КВН 1995 года.
- Обладатель Суперкубка КВН и звания «лучшей команды XX века» (2000 год)
- Лауреат III Международного конкурса имени Бюль-Бюля (IV премия, Баку, 2005 год)
- Обладатель медали Международного союза музыкальных деятелей (Москва, 2006 год)
- Лауреат II Международного конкурса оперных артистов Галины Вишневской (II премия, Москва, 2008 год)[15]
- Лауреат Межгосударственной премии СНГ «Звёзды Содружества» за 2020 год[16].

## Интересные факты
- Эльчин Азизов пел, ещё выступая в КВН, где был известен как «золотой голос команды»[17]. Так, один из номеров его команды «Парни из Баку» был пародией на выступление трёх теноров: Лучано Паваротти, Пласидо Доминго и Хосе Каррераса. Этот номер, в котором Азизов пародировал Паваротти, как правило, исполнялся вместе с Энвером Мансуровым и Азером Мамедзаде.
- Любимый композитор Эльчина Азизова — Джузеппе Верди[18].